# 長距離遠足徑

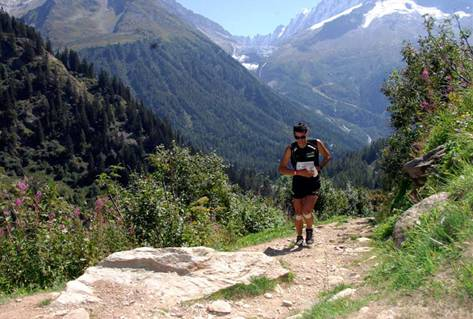
環勃朗峰超級越野耐力賽的賽道是166公里的長距離遠足徑

長距離遠足徑或長距離徒步線路（Long-distance trail），按設計通常不是讓人在一天走完，通常不短於50公里，不少組織定義長距離為500公里以上，例如奧地利登山協會和德國登山協會。無論是50公里還是500公里，均相當走完一次或更多次超級馬拉松（超過42公里）。這些徒步線路是徒步旅行的常見地點，亦有辦國際比賽。通常在各國有官方認定機構，一條線路之內有統一的路標。

## 遠足者
徒步數天以至數月需要周詳的準備和身心訓練。每年有約2,000人打算直通遠足（Thru-hiking，「一次過走完」）全長3,500公里的阿帕拉契小徑，失敗者多是準備不足，沒有對自己體質認清現實。
不少長距離徒步線路容許人和狗一同踏足。與人類一樣，長距離徒步的狗也需要預備睡袋、食物和處理排泄。

## 比賽
國際間的跑步比賽，不少有長距離級別，最知名的兩個組織是國際超級馬拉松協會的IAU山徑越野世界錦標賽（IAU Trail World Championships）和世界跑山協會的長距離跑山世界錦標賽（World Long Distance Mountain Running Championships）。兩者在2018年結合了國際田聯，在2021年起合辦長距離比賽。

## 各地認定路線
很多路線雖然由官方認定並管轄，日常維護則下放給遠足愛好者組織自治，例如美國的阿帕拉契小徑由31個徒步協會負責，每年有超過4000名義工付出220,000小時擔任小徑維護工作。

### 歐洲

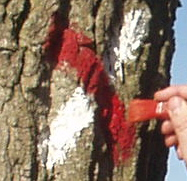
歐洲GR步道的典型路標是在樹幹上塗紅白色。

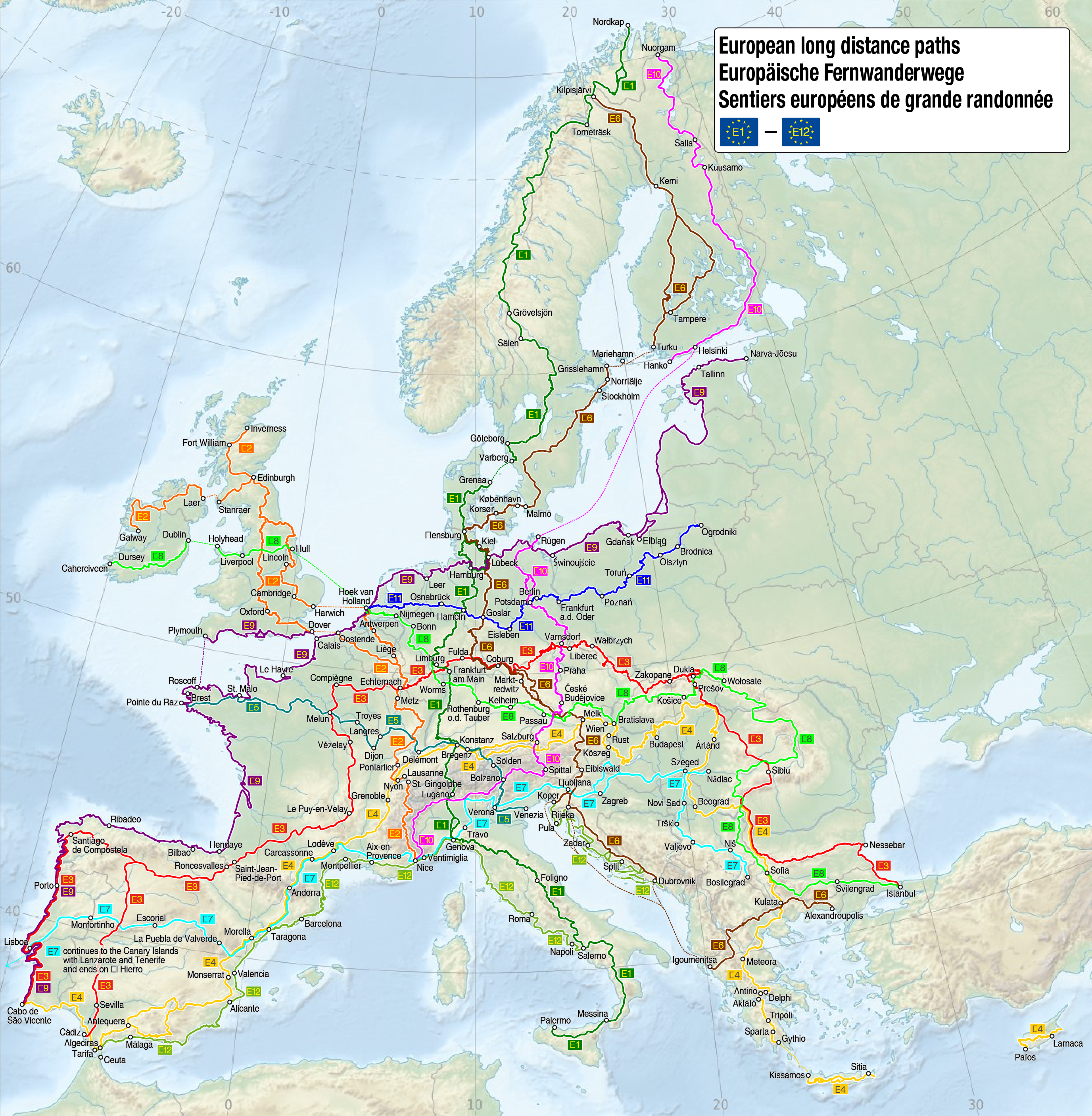
歐洲步行協會認定的歐洲長距離遠足徑

法國、荷蘭、西班牙聯合認定歐洲GR步道。英國有英國國家步道。歐洲步行協會認定了縱橫歐洲的歐洲長距離遠足徑（E-paths）。一些有歷史意義的線路，例如鐵幕之路（EV13 The Iron Curtain Trail）沿着冷戰的鐵幕而建，主要用作自行車道，但也能徒步。

### 美國
美國國家步道系統，尤以遠足三冠王的三條路線聞名。國家步道線路多而密，美國有2.3億人口居住於國家步道方圓60英里之內。

### 台灣

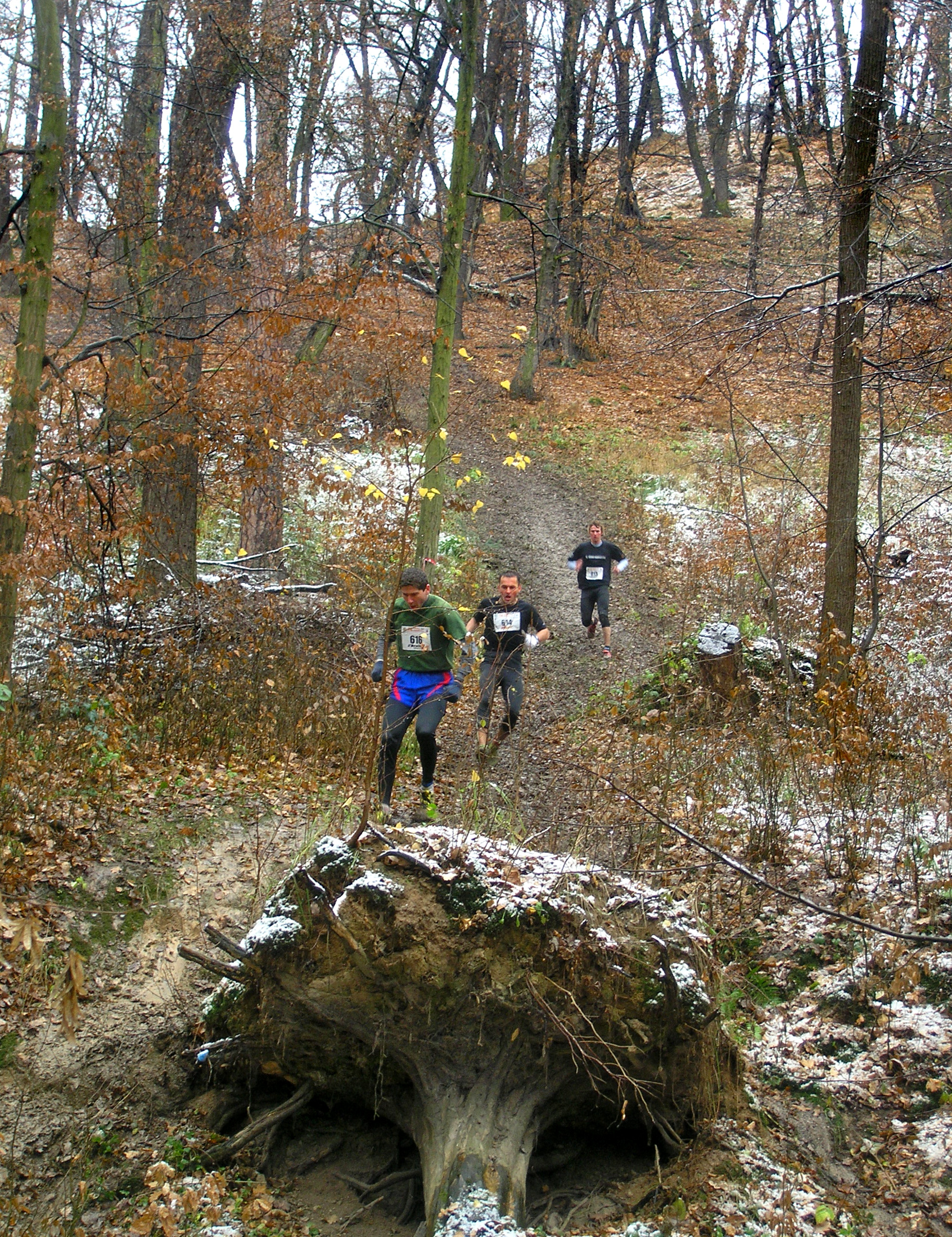
長距離遠足徑的坡度可以很陡。布拉格。

現代有林務局國家步道系統，古有台灣古道。2011年（民國100年），林務局從建置完成的151條步道中選出18條國家步道、82條區域步道作為100條推薦步道，這是為了配合當年的中華民國100年國慶。

### 香港
詳見香港郊遊路徑。主要有麥理浩徑、衛奕信徑、鳳凰徑、港島徑。

### 中國
中國官方有兩大系統：國家體育總局的国家登山健身步道和國家林業和草原局的国家森林步道。未獲官方認可但民間有名的有横断天路（橫斷山脈）和太行天路。